# Ronaldo Henrique Silva
Ronaldo Henrique Silva, meglio noto come Ronaldo (San Paolo, 10 aprile 1991), è un calciatore brasiliano, attaccante della Ferroviária.

## Carriera
Ha giocato nella seconda divisione brasiliana e nella prima divisione malaysiana.

## Palmarès

### Club

#### Competizioni nazionali
- Campeonato Brasileiro Série B: 1

Portuguesa: 2011

### Individuale
- Capocannoniere del Campionato Paulista: 1

2022 (9 reti)